# Anisopodus brevis
Anisopodus brevis är en skalbaggsart som beskrevs av Charles Joseph Gahan 1892. Anisopodus brevis ingår i släktet Anisopodus och familjen långhorningar. Inga underarter finns listade i Catalogue of Life.